# Парламентские выборы во Франции (1869)
Парламентские выборы во Франции 1869 года проходили 24 мая и 6 июня. Это были четвёртые и последние парламентские выборы Второй империи. Выборы имели важное значение, поскольку показали силу либеральной и республиканской оппозиции, которые выступали против Империи Наполеона III.

## Результаты
- Количество избирателей: 7,79 млн.
- За официальных и правительственных кандидатов: 4,44 млн. голосов.
- За кандидатов оппозиции: 3,35 млн. голосов.

В ходе выборов было избрано 292 депутатов: 
- 217 приверженцев Империи (118 официальных кандидатов; 99 государственных кандидатов)
- 75 оппозиционеров (50 либералов; 25 республиканцев)

Наблюдалось огромное различие между городскими и сельскими избирателями. Сельские жители были гораздо более консервативны и голосовали в своём большинстве за Империю. Напротив, горожане были более либеральные. Например, в Париже оппозиция получила 234.000 голосов, тогда как государственные кандидаты — лишь 77.000 голосов. 
| Партия                    | Места |
| ------------------------- | ----- |
| Либеральные бонапартисты  | 120   |
| Авторитарные бонапартисты | 92    |
| Легитимисты               | 41    |
| Республиканцы             | 30    |
| Другие                    | 12    |
| Всего                     | 295   |